# Björn Yttling
Björn Yttling est un musicien suédois né le 16 octobre 1974. Il est depuis 1999 le bassiste du trio Peter Bjorn and John. Il est aussi claviériste dans le groupe.
Références
*https://www.discogs.com/artist/352198-Bj%C3%B6rn-Yttling